# Julen Guerrero López
Julen Guerrero López (Portugalete, Biscaia, 7 de gener de 1974) és un futbolista basc retirat que jugava en la posició de migcampista. Posteriorment fa d'entrenador de futbol. Com a futbolista, el seu únic equip professional va ser l'Athletic Club de Bilbao, i encara avui dia és un dels símbols més grans del planter de Lezama. Amb l'Athletic va sumar 430 partits i 116 gols. Va ser internacional amb la selecció espanyola.

## Carrera esportiva
D'ençà que tenia 8 anys va estar vinculat a les categories inferiors de l'Athletic Club de Bilbao, el seu equip de tota la vida. El seu germà menor, José Félix Guerrero també va tenir una carrera professional com a futbolista, si bé no va destacar. Julen va anar avançant per les categories inferiors del club de Lezama fins al 1992, any en el qual va passar a formar part del primer equip de la mà del tècnic alemany Jupp Heynckes.
El seu debut en la Primera divisió de la Lliga espanyola de futbol es va produir el 6 de setembre de 1992 en el partit Athletic - Cadis (2 - 1), en el qual va marcar un gol. En la seva primera temporada amb l'Athletic va jugar 37 partits fent 10 gols, i així va ser una de les sensacions del campionat i destacant com un sensacional migcampista amb una gran arribada a gol.
Al començament de 1993, a 19 anys acabats de fer, és demanat per Javier Clemente per a debutar amb la selecció espanyola. El seu rècord com a golejador el va aconseguir en la temporada següent (93-94) marcant 18 gols en 36 partits de lliga. En aquell moment, a 20 anys, Guerrero es presentava possiblement com el jugador amb major projecció de la Lliga Espanyola.
Durant la dècada dels anys 90 Guerrero va ser una de les estrelles del campionat, el símbol de l'Athletic Club i el gran ídol de l'afició roig-i-blanca. El 1995, quan molts dels grans equips d'Europa seguien el jugador basc per a incorporar-lo a les seves files, l'Athletic de Bilbao va aconseguir que Guerrero signés un històric contracte pel qual era lligat al club fins a l'any 2007, garantint pràcticament la permanència de Guerrero en el seu club per a tota la vida. En la temporada 1997-1998 Guerrero va obtenir el major èxit esportiu de la seva vida. Va guanyar el subcampionat de Lliga, cosa que permeté a l'equip Bilbao de jugar la temporada següent en la Lliga de Campions.
No obstant això, l'estrella de Julen Guerrero es va apagar sobtadament l'any 2000, quan l'entrenador Luis Fernández el va relegar per primera vegada a la suplència. Julen tenia encara 26 anys, i va passar de ser un dels millors i més prometedors mitjapuntes d'Europa a ser un jugador de forts alts i baixos en el seu rendiment, just precisament en el moment en el qual per edat hauria d'haver arribat a la maduresa com futbolista. A partir de la temporada 2002-2003 aquesta situació es va accentuar passant Guerrero a ser un jugador de refresc sense lloc en l'onze titular. Jugà de mitjana uns 15 partits per temporada en els seus últims anys com a lleó, donant ocasionals mostres de la seva qualitat i sense perdre mai el suport i afecte de la seva afició, que l'ovacionava quan sortia de la banqueta a escalfar.
La temporada 2004-2005, va marcar un gol que va culminar una de les remuntades més històriques dels últims anys, la qual va dur l'Athletic a guanyar per 4-3 un partit que perdia per 0-3, fou aclamat pel públic de San Mamés.
En la seva carrera esportiva, va completar 14 temporades i 356 partits en la Primera divisió espanyola, marcant 101 gols. L'11 de juliol de 2006 va anunciar la seva retirada com a futbolista professional, quan encara faltava una temporada per a acabar el seu contracte amb l'Athletic. Poc després va anunciar el seu pas a la direcció tècnica de l'equip juvenil de l'Athletic.
El 13 de març de 2008 es va desvincular definitivament de l'Athletic Club i va deixar de pertànyer al cos tècnic, tasca que ocupava des de la seva retirada com a jugador. Ha realitzat feines de comentarista per a TVE en els partits de la selecció espanyola.
Actualment és amo d'un restaurant familiar.

## Selecció espanyola

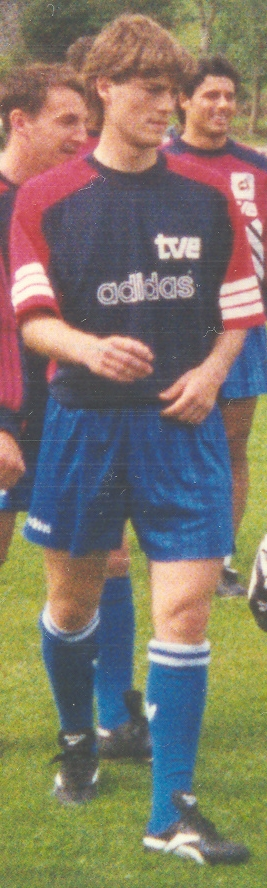
Guerrero amb la

Ha estat internacional amb la selecció espanyola en 41 ocasions. El seu debut com a jugador de la selecció espanyola va ser el 27 de gener de 1993 en el partit Espanya - Mèxic (1:1). Ha marcat un total de 13 gols amb la selecció espanyola aconseguint dos hat-trick enfront Malta i enfront Xipre.
L'octubre del 2000 va jugar el seu últim partit com a internacional amb Espanya. Ha participat en dos Mundials de Futbol i en l'Eurocopa de 1996.
Guerrero ha estat un jugador habitual en les convocatòries de la selecció d'Euskadi per a la disputa d'amistosos.

### Participacions en copes del món
Va participar amb la selecció espanyola en la Copa Mundial de Futbol dels Estats Units de 1994 jugant dos partits contra Corea del Sud i Bolívia. El seu debut en un Mundial va ser el 17 de juny de 1994.
Va participar també en la Copa Mundial de Futbol de França de 1998 jugant un partit contra Bulgària.